# پاول کوکا
پاول کوکا (چکی: Pavel Kuka؛ زادهٔ ۱۹ ژوئیهٔ ۱۹۶۸) بازیکن فوتبال اهل جمهوری چک بود.
از باشگاه‌هایی که در آن بازی کرده‌است می‌توان به باشگاه فوتبال اسلاویا پراگ، باشگاه فوتبال کایزرسلاوترن، باشگاه فوتبال نورنبرگ، و باشگاه فوتبال اشتوتگارت اشاره کرد.
وی همچنین در تیم‌های ملی فوتبال چکسلواکی و جمهوری چک بازی کرده‌است.